# Ліва Богучарка
Ліва Богучарка (балка Ліва, яр Кривий) — річка у Воронезькій області.
Гирло річки знаходиться на 8,6 км по правому березі річки Богучарка. Довжина річки становить 61 км, площа водозбірного басейну 1110 км².